# المستقبل (حركة الديمقراطيين الاشتراكيين)

شعار الصحيفة

المستقبل، هي لسان حركة الديمقراطيين الاشتراكيين وهو حزب سياسي تونسي اسس عام 1978. صدر العدد الأول من الصحيفة في غرة ديسمبر 1980. في جوان 1986 احيل على النيابة العمومية مديرها وصحفيين ينتميان إليها «من أجل تهم نشر الأخبار زائفة من شأنها تعكير صفو الأمن العام وثلب النظام العام والهيئات الرسمية والإدارات العمومية». في التسعينات توقفت على الصدور إلا أنها عادت بسلسلة جديدة في ديسمبر 2007  مع زيادة المبلغ المرصود من التمويلات العمومية لصحافة الأحزاب الممثلة آنذاك في مجلس النواب إلى 240 ألف دينار سنويا. ظلت الصحيفة تصدر بصفة أسبوعية حتى لفترة مابعد الثورة حيث تسبب حل مجلس النواب وتوقف التمويل وانقسام الحركة إلى تحويلها إلى نشرية داخلية صدر أول عدد لها في 11 مارس 2011.
1. ↑  "جرائم الصحافة"، موقع الأستاذ شوقي الطبيب  [وصلة مكسورة] نسخة محفوظة 24 أبريل 2020 على موقع واي باك مشين.
2. ↑  موقع بيانات المكتبة الوطنية التونسية نسخة محفوظة 6 مارس 2016 على موقع واي باك مشين.
3. ↑  "تمويل أحزاب المعارضة"، صحيفة لوطون في 30 نوفمبر 2007 [وصلة مكسورة] نسخة محفوظة 2020-04-06 على موقع واي باك مشين.